# ペイト氷河

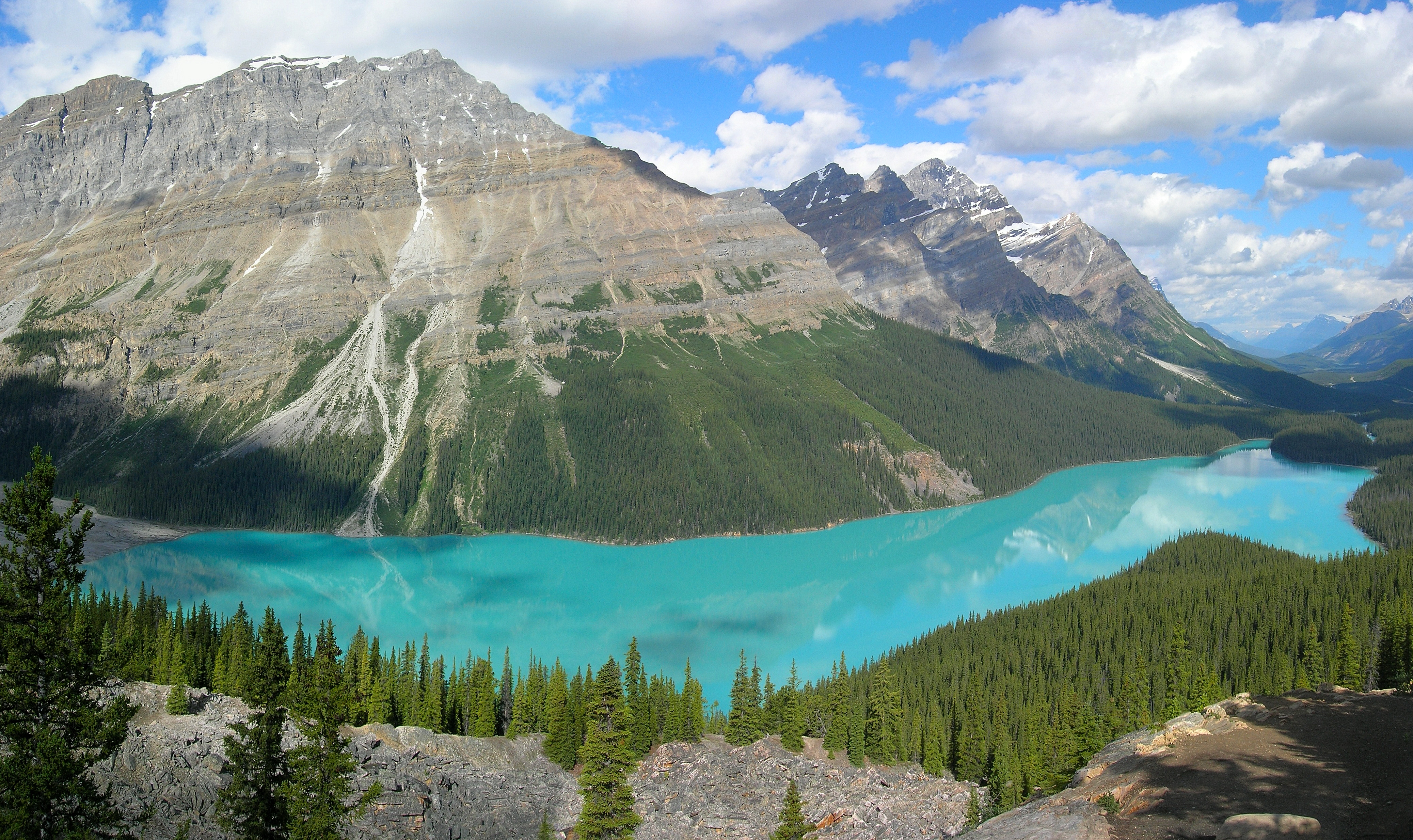
氷河から融解した水が流れ込むペイト湖。

ペイト氷河（ペイトひょうが、Peyto Glacier）とは、北アメリカ大陸の北西部、カナディアンロッキーに存在する、氷河の1つである。また、ワプタ氷原から流れ出す氷河の1つとして知られる。
なお、この氷河はバンフ国立公園内の氷河の1つでもある。

## 概要
ペイト氷河は、カナダのアルバータ州に存在する氷河の1つで、おおよそ、北緯51度40分41秒、西経116度32分50秒付近に位置する。ここは、バンフの町の北西約90kmにあたり、アイスフィールド高速道路（Icefields Parkway）を使えば近くまで来ることができる。ちなみに、この氷河の末端部で融解した水は、付近にあるペイト湖（Peyto Lake）へと流れ込んでいるが、この水には氷河が削り出した微細な粒子が含まれているため、入射する太陽光が散乱され、この湖はターコイズブルー（トルコ石の青色）に見えるので、観光名所となっている。

## 縮小しつつあるペイト氷河
ペイト氷河は急速に後退（融解）している氷河として知られており、特に20世紀の後半に入ってからの後退は激しい。1896年から1996年の100年間で、この氷河の体積は1088.5×106 m3を失ったとされる

。
また、初めて行われた学術調査の時と比べると、その質量の70％が失われたとの報告もある

。
なお、この氷河の近くに自動気象観測装置が設置されたのは1987年のことで、それ以降については、日射量、気温変化、降水量のデータが存在する。
ちなみに、近年縮小傾向にあるのはこのペイト氷河だけではなく、ペイト氷河が流れ出しているワプタ氷原自体も縮小しており、さらに同氷原から流れ出している他の氷河（ボウ氷河など）も縮小傾向にある。